# Fontainea picrosperma
Fontainea picrosperma ist eine Pflanzenart aus der Gattung Fontainea innerhalb der Familie der Wolfsmilchgewächse (Euphorbiaceae). Sie ist ein Endemit im nordöstlichen Teil des australischen Bundesstaates Queensland.

## Beschreibung

### Vegetative Merkmale
Fontainea picrosperma wächst als Strauch oder Baum. Es ist ein wässriger, roter Milchsaft vorhanden.
Die wechselständig und spiralig an den Zweigen angeordneten Laubblätter sind in Blattstiel und Blattspreite gegliedert. Die einfache Blattspreite ist 7 bis 15 Zentimeter lang sowie 2 bis 5 Zentimeter breit. Die Blattflächen sind drüsig punktiert, dabei sind die Öldrüsen fast mit bloßem Auge erkennbar.

### Generative Merkmale
Fontainea picrosperma ist zweihäusig getrenntgeschlechtig (diözisch). Die dicht weiß wollig behaarten Kronblätter sind bei den männlichen Blüten 5 bis 6 Millimeter lang und bei den weiblichen Blüten 7 bis 8 Millimeter lang. Der Diskus ist orangefarben. Die zehn Narben wirken wie Octopus-Arme.
Die einfächerige und einsamige Steinfrucht weist eine Länge von etwa 25 Millimetern sowie einen Durchmesser von etwa 20 Millimetern auf. Das harte und sehr dicke Endokarp ist sternförmig und oft fünfspitzig im Querschnitt.

## Ökologie
Der Helmkasuar und das Moschusrattenkänguru wurden beim Fressen von herabgefallenen Früchten beobachtet.

## Vorkommen
Fontainea picrosperma ist ein Endemit im nordöstlichen Teil des australischen Bundesstaates Queensland. Sie kommt nur im Atherton Tafelland in Höhenlagen von 700 bis 1000 Metern vor. Fontainea picrosperma gedeiht im Unterholz im gut entwickelten Regenwald.

## Taxonomie
Die Erstbeschreibung erfolgte 1933 durch Cyril Tenison White in Ligneous plants collected for the Arnold Arboretum in North Queensland by S.F. Kajewski in 1929. in Contributions from the Arnold Arboretum of Harvard University, Volume 4, S. 55. Das Typusmaterial wurde 1929 durch S. Frank Kajewski in Boonjie, Atherton Tafelland in einer Höhenlage von etwa 700 Metern im Regenwald gesammelt und Herbarmaterial mit Blüten unter der Sammelnummer 1262 im Harvard University Herbaria (Harvard University Herbaria Barcode 00048012) hinterlegt.

## Nutzung

Tigilanoltiglat

Die medizinischen Wirkungen sind noch weitgehend unbekannt.

### Einzelstudien
Im Oktober 2014 veröffentlichten Forscher des Berghofer Medical Research Institutes, Brisbane, eine Tierversuchsstudie über die zytostatische Wirkung eines onkologischen Präparats, das einen Wirkstoff (Tigilanoltiglat, EBC-46) aus den Samen von Fontainea picrosperma enthält. Beim Mastzelltumor des Hundes konnte mit einer ein- bis zweimaligen Injektion von Tigilanoltiglat bei 88 % der Patienten ein Absterben des Tumors erreicht werden.